# Cooper Pillot
Cooper Pillot (* 27. Oktober 1994 in Manhattan, New York City, New York) ist ein US-amerikanischer Schauspieler. Er wurde bekannt durch seine Rolle als Manager der Naked Brothers Band (NBB).

## Leben
Pillot ist der Sohn von Shawnee Pillot und dem Film- und Fernsehproduzenten Jonathan Pillot. Er lebt mit seinen Eltern und seiner älteren Schwester Maia in New York. Er besucht die Friends Seminary, eine Privatschule, in Manhattan New York.

## Karriere
Mit neun Jahren spielte Cooper Pillot bei The Naked Brothers Band: Der Film den Bandmanager. Er wurde für seine Rolle ausgewählt und gehört nicht, wie die anderen Bandmitglieder, zur Grundbesetzung der Naked Brothers Band. Auf Grundlage des Films startete 2007 die Fernsehserie The Naked Brothers Band auf Nickelodeon. Von 2004 (Produktionsjahr des Films) bis heute gehört er zur Stammbesetzung der Serie. In Deutschland läuft die Fernsehserie auf Nick unter dem Titel: The Naked Brothers Band: Junge Rockstars privat.
In seiner Rolle als Cooper Pillot der Bandmanager ist er der Erwachsene in der Band. Seine Markenzeichen sind die übergroße Brille und das gepflegte Auftreten als Geschäftsmann von Kopf bis Fuß (Anzug). Er hat ein Auge auf die Anderen und erinnert sie regelmäßig an ihre Pflichten. Er ist ein Organisationstalent. In einer Szene von The Naked Brothers Band: Der Film sagt Nat Wolff über ihn:

“He’s nine, and he’s really well respected in the business”

„Er ist neun, und er ist in der Branche hoch geachtet“

Dabei zeigt ihn die Kamera Cooper mit Röhrchen in Ohren und Nase. Dieses Bild beschreibt Pillots Rolle in der Band mit einem Augenzwinkern.
Zuvor spielte er bereits in dem Off-Broadway-Stück Getting Into Heaven, geschrieben von Polly Draper. Darin spielte er gemeinsam mit Nat Wolff, Drapers Sohn. Auf Grundlage des Films startete 2007 die Fernsehserie The Naked Brothers Band auf Nickelodeon. Von 2004 (Produktionsjahr des Films) bis heute gehört er zur Stammbesetzung der Serie. In Deutschland läuft die Fernsehserie auf Nick unter dem Titel: The Naked Brothers Band: Junge Rockstars privat.

## Preise, Nominierungen
The Naked Brothers Band: Der Film gewann 2005 den Zuschauerpreis für den besten Familienfilm beim Hamptons International Filmfestival. 2008 wurde er gemeinsam mit den anderen Hauptdarstellern der Naked Brothers Band für den Young Artist Award nominiert.